# Muzinga FC
Muzinga Football Club w skrócie Muzinga FC – burundyjski klub piłkarski grający w drugiej, a niegdyś w burundyjskiej pierwszej lidze, mający siedzibę w mieście Bużumbura.

## Sukcesy
A liga
- mistrzostwo (1): 2002.

Puchar Burundi
- zwycięstwo (1): 1987.

## Występy w afrykańskich pucharach
| Sezon | Rozgrywki                 | Runda   | Kraj   | Klub          | Dom | Wyjazd | Dwumecz |
| ----- | ------------------------- | ------- | ------ | ------------- | --- | ------ | ------- |
| 1988  | Puchar Zdobywców Pucharów | 1       | Angola | CD Huíla      | 1–1 | 0–1    | 1–2     |
| 1998  | Puchar CAF                | 1       | Czad   | AS CotonTchad | –   | 1–4    | 1–4     |
| 2003  | Liga Mistrzów             | wstępna | Uganda | Villa SC      | 1–0 | 1–4    | 2–4     |

## Stadion
Domowe mecze klub rozgrywa na stadionie o nazwie Stade Intwari w Bużumburze, który może pomieścić 22000 widzów.

## Reprezentanci kraju grający w klubie od 2002 roku
Stan na maj 2023.
| - Kudra Bizimana - Ali Hakizimana - Jean Hakizimana - Pascal Hakizimana - Laudit Mavugo - Janvier Mboneko - Francis Moustapha - Elias Nahimana | - Christophe Ndayishimiye - Landry Ndikumana - Valery Nahayo - Emile Nikiza - Athanase Nyabenda - Aimé Nzohabonayo - Shabani Saidi - Chagu Chagula |